# Усами Садамицу
Усами Садамицу (яп. 宇佐美 定満, 1489 — 11 августа 1564) — японский полководец эпохи Сэнгоку. Наиболее известен как военный стратег Уэсуги Кэнсина.

## Биография
Родился в семье вассала Уэсуги Сададзанэ Усами Фусатады. В 1514 году его отец погиб во время войны Уэсуги с Нагао Тамэкагэ. Примерно в это же время Усами-младший получил иероглиф из имени сюзерена (定, Сада) для своего взрослого имени Садамицу, под которым он и запомнился в истории.
В 1535 году поступил на службу к младшему брату Сададзанэ Дзёдзё Саданори. Под его началом он воевал с Нагао Тамэкагэ, но в 1536 году потерпел поражение под замком Касугаяма и сдался своему противнику.
После смерти Тамэкагэ в 1543 году изначально служил его старшему сыну Харукагэ, но, после восстания Нагао Кагэторы, поддержал последнего. В 1550 году он помог Кагэторе одолеть восставшего Нагао Масакагэ в замке Сакадо.
В 1564 году, 11 августа, в возрасте 76 лет Усами Садамицу погиб, утонув в пруду Нидзиро вместе с 38-летним Нагао Масакагэ. По некоторым данным, этот самоубийственный акт был им совершен по приказу Уэсуги Кэнсина, который опасался, что Масакагэ может возглавить очередной бунт.

## В популярной культуре
- В сериале NHK 2007 года «Знамёна самураев» (Fuurin kazan) роль Усами Садамицу исполнил знаменитый актёр Огата Кэн.